# Shikarpur (Uttar Pradesh)
Shikarpur è una suddivisione dell'India, classificata come municipal board, di 33.130 abitanti, situata nel distretto di Bulandshahr, nello stato federato dell'Uttar Pradesh. In base al numero di abitanti la città rientra nella classe III (da 20.000 a 49.999 persone).

## Geografia fisica
La città è situata a 28° 16' 60 N e 78° 1' 0 E e ha un'altitudine di 190 m s.l.m..

## Società

### Evoluzione demografica
Al censimento del 2001 la popolazione di Shikarpur assommava a 33.130 persone, delle quali 17.485 maschi e 15.645 femmine. I bambini di età inferiore o uguale ai sei anni assommavano a 5.821, dei quali 3.179 maschi e 2.642 femmine. Infine, coloro che erano in grado di saper almeno leggere e scrivere erano 16.719, dei quali 10.481 maschi e 6.238 femmine.